# Lawina (film 2001)
Lawina (ang. Avalanche Alley) – angielskojęzyczny film akcji produkcji kanadyjskiej z 2001 roku, w reżyserii Paula Zillera. Zagrali w nim m.in. Ed Marinaro, Nick Mancuso, Kirsten Robek i Wolf Larson.